# Урвич (Боговиње)
Урвич (мкд. Урвич) је горанско село у Северној Македонији, у северозападном делу државе. Урвич припада општини Боговиње.

## Географија
Насеље Урвич је смештено у северозападном делу Северне Македоније. Од најближег већег града, Тетова насеље је удаљено 20 km јужно.
Урвич се налази у горњем делу историјске области Полог. Насеље је положено високо, на источним висовима Шар-планине, које се пар километара западно спуштају у плодно и густо насељено Полошко поље. Надморска висина насеља је приближно 1.150 метара.
Клима у насељу је планинска због знатне надморске висине.

## Историја
Према статистици Васила Канчова („Македонија. Етнографија и статистика“) 1900. године Урвич је имао 360 становника, све Словени муслимани.
Према Афанасију Селишчеву 1929. године Урвич је био део Доњопалчишне општине у Доњопалшичком срезу и село је имало 145 кућа са 780 житеља Словена.

## Становништво
Становништво Урвича је углавном пореклом из Призренске горе. Доселили су се већ као исламизовани крајем 18. и почетком 19. века. Непосредно пре доласка Горана досељена су три рода из Мата, који су се доцније утопили у Горане.
Урвич је према последњем попису из 2021. имао 746 становника
| Национални састав према попису из 2021.‍ | Национални састав према попису из 2021.‍ | Национални састав према попису из 2021.‍ | Национални састав према попису из 2021.‍ | Национални састав према попису из 2021.‍ |
| --------------------------------------- | --------------------------------------- | --------------------------------------- | --------------------------------------- | --------------------------------------- |
|                                         |                                         |                                         |                                         |                                         |
| Турци                                   | Турци                                   |                                         | 627                                     | 84%                                     |
| Албанци                                 | Албанци                                 |                                         | 101                                     | 13,5%                                   |
| други                                   | други                                   |                                         | 8                                       | 1,1%                                    |
| непописани                              | непописани                              |                                         | 10                                      | 1,3%                                    |

Већинска вероисповест је ислам.